# کشتی شیندلر
کشتی شیندلر (به انگلیسی: Schindler's Ark) یک رمان نوشته شده توسط نویسنده اهل استرالیا، توماس کنیلی است. این کتاب در سال ۱۹۸۲ موفق به کسب جایزه من بوکر شد.

## اقتباس نمایشی
فیلم فهرست شیندلر به کارگردانی استیون اسپیلبرگ، محصول سال ۱۹۹۳ آمریکا بر اساس این رمان ساخته شد که اسپیلبرگ برای آن برنده جایزه اسکار بهترین کارگردانی شد.

## ترجمه به فارسی
- فهرست شیندلر؛ مترجم محبوبه مهرآفرید. (تهران: نشر جمهوری، ۱۳۹۸)[۴]